# Nordkorea i olympiska vinterspelen 2018
Nordkorea deltog i de olympiska vinterspelen 2018 i Pyeongchang, Sydkorea, med en trupp på 10 idrottare (7 män, 3 kvinnor) fördelat på 4 sporter.
Idrottare från både Nordkorea och Sydkorea deltog också i damernas turnering i ishockey tävlande som Korea. Vid invigningsceremonin tågade Nordkorea in under gemensam flagg med Sydkorea. Flaggan bars av ishockeyspelaren Hwang Chung-gum tillsammans med sydkoreanen Won Yun-jong.